# مايليندا كليميندي
مايليندا عصمت كليميندي (بالألبانية: Majlinda Kelmendi) (من مواليد 9 مايو 1991)  هي لاعبة جودو كوسوفية [a]  وبطلة العالم مرتين كما فازت ببطولة أوروبا مرتين كذلك.  تُنافس اللاعبة في فئة أقل من  52 كغم.
في عام 2014 ، تصدرت مايلنيدا قائمة التصنيف العالمي للسيدات للاتحاد الدولي للجودو وتم توشيحها بـ «وسام الاستحقاق الرئاسي» من قبل رئيسة كوسوفو عاطفة يحيى آغا.  في 7 أغسطس 2016، أصبحت أول رياضي من كوسوفو يحصد ميدالية في منافسات الألعاب الأولمبية عندما حصلت على الميدالية الذهبية في فئة وزن 52 كلغ سيدات خلال الألعاب الأولمبية الصيفية 2016. مثلت ألبانيا في عام 2012 لكنها فشلت في الفوز بميدالية.

## مسيرتها
وُلدت كيلمندي في مدينة بيخا، وبدأت ممارسة رياضة الجودو في عام 1999، في مسقط رأسها. مُدربها الحالي هو دريتون كوكا.
في عام 2009 ، فازت كليميندي بالميدالية الذهبية في بطولة العالم للشباب في باريس.  في عام 2010، احتلت المركز الخامس في بطولة العالم للشباب في المغرب  وحصلت على المركز التاسع في وزن 52 كلغ في بطولة العالم للجودو 2010 في طوكيو، اليابان. هزمت جانا ساندبرغ في الجولة الأولى من منافسات الجودو في أولمبياد 2012 لكنها خسرت أمام كريستيان ليغينتيل في الجولة الثانية.
في بطولة العالم للجودو لعام 2013 في ريو دي جانيرو، منحت كيلميندي كوسوفو لقبها الأول عالميا في الجودو حيث فازت على البرازيلية إريكا ميراندا في فئة 52 كلغ وحصلت على الميدالية الذهبية. احتفظت كيلمندي باللقب العالمي في عام 2014. لم تدافع عن لقبها في العام التالي بسبب الإصابة.
في فبراير 2016، فازت بالميدالية الذهبية في منافسات غراند سلام باريس، مما جعلها تفوز باللقب الثالث على التوالي بعد فوزها في عامي 2014 و 2015. بعد شهرين، حصلت على الميدالية الذهبية في بطولة الجودو الأوروبية لعام 2016 في كازان، روسيا. في الألعاب الأولمبية الصيفية لعام 2016، أصبحت أول رياضية كوسوفية تفوز بميدالية ذهبية، أو أي ميدالية على الإطلاق في دورة الألعاب الأولمبية.  نشأ جدل حول اللاعبة عندما ظهرت تقارير تفيد بأنها رفضت إجراء اختبار غير مُجدول لمراقبة المنشطات في يونيو في فرنسا ؛ يصر مدربها على أنها نظيفة من المنشطات، وأنها رفضت اجتياز الاختبار بسبب عدم وجود إذن بذلك من الوكالة العالمية لمكافحة المنشطات.

## تمثيل المنتخب الوطني
بسبب مقاومة اللجنة الأولمبية الدولية والأمم المتحدة، لم تتمكن كيلمندي من تمثيل كوسوفو في الألعاب الأولمبية الصيفية لعام 2012 في لندن. كذلك، رفضت اللجنة الأولمبية الدولية طلب مايليندا كليميندي المنافسة كلاعب مستقل. دعت اللجنة الأولمبية الصربية جميع الرياضيين من كوسوفو للانضمام إلى الفريق الصربي.  اختارت كيلمندي تمثيل ألبانيا، حيث أن الغالبية العظمى من الكوسوفيين هم من أصل ألباني.
في أكتوبر 2014، اعترفت اللجنة الأولمبية الدولية مؤقتًا باللجنة الأولمبية لكوسوفو وأعطتها العضوية الكاملة في 9 ديسمبر 2014. شاركت كوسوفو في الألعاب الأولمبية الصيفية لعام 2016 في ريو دي جانيرو، البرازيل، وهي أول ظهور للبلاد في حدث أوليمبي.  كان كيلمندي حامل علم كوسوفو خلال «موكب الأمم» لحفل الافتتاح في ريو. الميدالية الذهبية التي فازت بها في تلك الألعاب هي أول ميدالية أولمبية لكوسوفو. مايليندا كليميندي هي أيضا مُواطنة ألبانية ولديها جواز سفر ألباني.

## سجل الميداليات
المصدر:
2009
 كأس العالم − 52 كلغ، براغ
2010
 كأس العالم − 52 كلغ، صوفيا
 كأس أوروبا − 52 كلغ، سراييفو
 الجائزة الكبرى − 52 كلغ، تونس
 كأس العالم − 52 كلغ، تالين
2011
 كأس العالم − 52 كلغ، صوفيا
 الجائزة الكبرى − 52 كلغ، دوسلدورف
 كأس العالم − 52 كلغ، لشبونة
 كأس العالم − 52 كلغ، روما
 كأس العالم − 52 كلغ، مينسك
 الجائزة الكبرى − 52 كلغ، أبو ظبي
 الجائزة الكبرى − 52 كلغ، أمستردام
2012
 كأس أوروبا − 52 كلغ، براغ
 كأس العالم − 52 كلغ، روما
 كأس العالم − 52 كلغ، إسطنبول
 الجائزة الكبرى − 52 كلغ، أبو ظبي
2013
 غراند سلام − 52 كلغ، باريس
 الجائزة الكبرى − 52 كلغ، دوسلدورف
 الجائزة الكبرى − 52 كلغ، سامسون
 البطولة الأوروبية − 52 كلغ، بودابست
 البطولة العالمية للأساتذة للاتحاد الدولي للجودو − 52 كلغ، تيومين
 بطولة العالم − 52 كلغ، ريو دي جانيرو
2014
 غراند سلام − 52 كلغ، باريس
 الجائزة الكبرى − 52 كلغ، سامسون
 البطولة الأوروبية − 52 كلغ، مونبلييه
 الجائزة الكبرى − 52 كلغ، بودابست
 بطولة العالم − 52 كلغ، تشيليابنسك
 غراند سلام − 52 كلغ، أبو ظبي
2015
 كأس أوروبا − 52 كلغ، براغ
 كأس العالم − 52 كلغ، لشبونة
 غراند سلام − 52 كلغ، باريس
 غراند سلام − 52 كلغ، أبو ظبي
2016
 غراند سلام − 52 كلغ، باريس
 البطولة الأوروبية − 52كلغ، قازان
 الجائزة الكبرى − 52 كلغ، بودابست
 الألعاب الأولمبية − 52 كلغ، ريو دي جانيرو
2017
 غراند سلام − 52 كلغ، باريس
 البطولة الأوروبية − 52 كلغ، وارسو
2018
 غراند سلام − 52 كلغ، أبو ظبي
 الجائزة الكبرى − 52 كلغ، طشقند
2019
 الجائزة الكبرى − 52 كلغ، تل أبيب
 غراند سلام − 52 كلغ، دوسلدورف
 الألعاب الأوروبية − 52 كلغ، مينسك
 بطولة العالم − 52 كلغ، طوكيو

## روابط خارجية
- مايليندا كليميندي على موقع الفيدرالية الدولية للجودو (الإنجليزية)
- مايليندا كليميندي على موقع JudoInside.com (الإنجليزية)
- مايليندا كليميندي على موقع AllJudo.net (الفرنسية)
- مايليندا كليميندي على موقع اللجنة الأولمبية الدولية (الإنجليزية)
- مايليندا كليميندي على موقع أوليمبيديا (الإنجليزية)
- مايليندا كليميندي على JudoInside.com
- مايليندا كليميندي  على موقع SportsReference  - سبورتس رفرنس